# Huveaune
Huveaune – rzeka we Francji, przepływająca przez teren departamentu Delta Rodanu, o długości 48,4 km. Uchodzi do Morza Śródziemnego.